# Castro Marín
Albums de Paco de Lucía
Interpreta a Manuel de Falla
(1978) Solo quiero caminar
(1981)
Castro Marín est un album du compositeur et guitariste espagnol de flamenco Paco de Lucía, sorti en 1981.
L'album est un hommage à la mère portugaise de Paco, Luzia. Castro Marim est le nom du village natal de celle-ci, situé près de frontière espagnole et de l'embouchure du fleuve Guadiana.
En 1998, il lui en a consacré un autre, intitulé Luzia.

## Liste des titres
Toutes les chansons sont écrites et composées par Paco de Lucía.
|       | 'Face A'                                         |      |
| A1.   | Monasterio de Sal (Colombiana)                   | 4:48 |
| A2.   | Gitanos andaluces (Bulerías)                     | 4:59 |
| A3.   | Castro Marín (Fandangos)                         | 4:17 |
| A4.   | Herencia (Soleá)                                 | 5:39 |
|       | 'Face B'                                         |      |
| B1.   | Convite (Rumba) (feat. Larry Coryell)            | 5:13 |
| B2.   | Palenque (feat. John McLaughlin & Larry Coryell) | 7:27 |
| B3.   | Huida                                            | 4:01 |
| 36:25 |                                                  |      |

## Crédits

### Musiciens
- Paco de Lucía : guitare acoustique
- Larry Coryell : guitare acoustique
- John McLaughlin : guitare acoustique, guitare à douze cordes

### Équipes technique et production
- Production : Kiyoshi Koyama
- Arrangements : Paco de Lucía
- Ingénierie (enregistrement) : Suenori Fukui
- Ingénierie (assistant) : Masazi Ohashi, Shigechi Yukawa
- A&R : Yasuhiko Fukui
- Design : Shigo Yamaguchi
- Illustration : Katsu Yoshida
- Photographie : Yukio Ichikawa